# Rebirth (film, 2016)
Pour les articles homonymes, voir Rebirth.
Pour plus de détails, voir Fiche technique et Distribution.
Rebirth est un film américain réalisé par Karl Mueller, sorti en 2016.

## Synopsis
Envoyé par un vieil ami à un séminaire de développement personnel, un père de famille se retrouve entrainé dans une spirale mêlant violence, séduction et psychodrame.

## Fiche technique
- Titre : Rebirth
- Réalisation : Karl Mueller
- Scénario : Karl Mueller
- Musique : Jonathan Snipes
- Photographie : Benji Bakshi
- Montage : Saul Herckis
- Production : Ross M. Dinerstein
- Société de production : Campfire et Heretic Films
- Société de distribution : Netflix
- Pays :  États-Unis
- Genre : Thriller
- Durée : 100 minutes
- Dates de sortie : 15 juillet 2016

## Distribution
- Fran Kranz (VF : Jérémy Bardeau) : Kyle
- Adam Goldberg (VF : Vincent Ropion) : Zack
- Nicky Whelan (VF : Julie Dumas) : Naomi
- Kat Foster (VF : Sybille Tureau) : Mary
- Andrew J. West : J.R.
- Eric Ladin (VF : Laurent Morteau) : Todd
- Steve Agee (VF : Stéphane Bazin) : Ray
- Luis Gerardo Méndez (VF : Sébastien Ossard) : le docteur
- Pat Healy (VF : Philippe Siboulet) : Jesse
- Harry Hamlin (VF : Philippe Dumond) : Gabe
- Kevin Bigley (VF : Juan Llorca) : Chad
- Tom Wright (en) : l'Expert
- Aynsley Bubbico : Abby
- Fabianne Therese : Betty
- Nathalie Autumn Bennett : Rhonda
- Kevin Burns : Meth
- Sheryl Lee (VF : Blanche Ravalec) : Air
- Angela de Silva : Katherine
- Justin H. Min : un interne

## Distinctions
Le film a été présenté au Festival du film de Tribeca le 17 avril 2016.